# الحارث بن عبد المطلب
الحارث بن عبد المطلب، هو عم النبي محمد ، وابن عبد المطلب بن هاشم، وأخو أبو طالب، وعبد الله.

## نسبه
- هو: الحارث بن عبد المطلب بن هاشم بن عبد مناف بن قصي بن كلاب بن مرة بن كعب بن لؤي بن غالب بن فهر بن مالك بن النضر بن كنانة بن خزيمة بن مدركة بن إلياس بن مضر بن نزار بن معد بن عدنان.[1] أبوه عبد المطلب، وهو جد النبي محمد، كان عبد المطلب من سادات قريش، محافظًا على العهود، متخلقًا بمكارم الأخلاق، يحب المساكين، ويقوم على خدمة الحجيج، وكان شريفاً مطاعاً جواداً.[2]
- أمه: صفية بنت جندب بن جحش بن هوازن.[3]
- أخوانه وخواته: أبو طالب، وعبد الله، وحمزة، والعباس، والزبير، وأبو لهب، وصفية، وعاتكة، وأروى، وأميمة، وغيرهم.[4][5]

## سيرته
الحارث هو أكبر ولد عبد المطلب، وبه كان يكنى، وشهد معه حفر زمزم، وتوفي قبل الإسلام.
وقال ابن حجر العسقلاني: «الحارث بن عبد المطلب: ذكره ابن أبي حاتم فيمن اسم أبيه على حرف العين، فقال: صحب النبي صَلَّى الله عليه وسلم، واستعمله على بعض أعمال مَكَّة، وولاه أبو بكر وعمر وعثمان مَكَّة، ثم انتقل إلى البصرة. قُلْتُ: وقد وهم فيه وَهْمًا شنيعًا؛ فإن هذه الترجمة لحفيده الحارث بن نَوْفل بن الحارث بن عبد المطلب بن هاشم، وأما الحارث بن عبد المطلب فمات في الجاهليّة.».
وأبنائه هم: نوفل بن الحارث وأبو سفيان بن الحارث والمغيرة بن الحارث وعبد الله بن الحارث وعبد المطلب بن الحارث وأمية بن الحارث وأروى بنت الحارث وهند بنت الحارث وربيعة بن الحارث قتلته هذيل.